# Esperanto II
Esperanto II è un progetto di riforma della lingua ausiliaria internazionale esperanto proposto nel 1937 da René de Saussure.

## Storia
Esso fu l'ultimo di una trentennale serie di proposte che l'autore iniziò nel 1907, come risposta alla lingua ido, con un progetto chiamato prima lingwo internaciona, e in seguito antido 1 da un suo pseudonimo. Tra antido 1 ed esperanto II si susseguirono i seguenti progetti: antido 2 (1910), lingvo kosmopolita (1912), lingvo internatsia de antido (1917), reformita esperanto (1917), esperantido de antido (1919-24), nov-esperanto/idiomo mondialo (1925-32).
Venne menzionato nel libro Cours de linguistique générale del fratello Ferdinand de Saussure. 
Fu una delle lingue esaminate dalla IALA (International Auxiliary Language Association), il comitato di ricerche linguistiche che alla fine standardizzò e presentò l'interlingua.

## Principali modifiche all'esperanto
L'ortografia e la fonologia vengono riformate per eliminare i segni diacritici ed alcuni suoni poco frequenti: J diventò Y, Ĵ e Ĝ confluirono in J, Ŭ passò a W, Ĉ diventò CH, Ŝ divenne SH, KV passò a Q, KZ e KS confluirono in X, EJ diventò E. 
Per quanto riguarda la morfologia, l'accusativo è in -u, che sostituisce la vocale finale dei nomi, dei pronomi e delle correlative (ju per ĝin, tu per tion); e nei plurali -n viene aggiunto sia ai nomi che ai pronomi (lin "essi", lina, "il, la, i, le loro"). Nessun suffisso viene aggiunto agli aggettivi, che non concordano con il nome di riferimento. Le serie correlative tiu, ĉiu diventano ta, cha quando modificano un nome. Il suffisso indefinito -aŭ è sostituito con l'avverbiale -e; e l'incoativo -iĝ diventa -ev.
Viene sostituito anche un buon numero di particelle, quali ey per kaj "e", be per ĉe "a" (stato in luogo), e ki per ol "di" (paragone).
Le funzioni della preposizione de "di,da" vengono suddivise in varie preposizioni più specifiche.
Inoltre il progetto sostituisce alcuni termini dell'esperanto con parole sinonime di uso internazionale, quando tali termini erano immediatamente riconoscibili. Per es. skolo fu adoperata per "scuola" al posto dell'esperanto standard lernejo, una derivazione dell'inglese lerni "to learn" (imparare). Skolo è stata da allora adottata dall'esperanto nel senso di "scuola di pensiero", che è il senso della parola usata nel passaggio seguente. Alcune radici antonimiche, come tarde per malfrue (tardi) e poke per malmulte (poco), vengono usate oggi nella poesia in esperanto, nonostante sia incerto che l'esperanto le abbia adottate dalla lingua esperanto II o dalla lingua ido.

## Estratto

### Esperanto II
Vizitinte perhazarde la 2-a Universala Kongresu de Esperanto be Genevo (te 1906), mi farevis Esperantisto ey partoprenis tie la fondu de la Int(ernacia) Scienca Asocio Esperantista, kaes mi estis elektata sekretaro. Dum pli longe ki qin yaron mi anke estis chef-redaktoro de la Int(ernacia) Scienca Revuo, la oficiala organo de ta Asocio, kay tiam havis pliente ki 800 membrun. En 1907 okazis la 3-a Universala Kongreso de Esperanto be Cambridge, kaw mi anke beestis ey kie mia projekto de internacia helpmono estis akceptata di la Kongreso. Pos ta Kongreso aperis la riformprojekto Ido, verkita di Markezo de Beaufront ey Prof. Couturat. Mi tuy konsciis, ke ta projekto estas tute ne konforma al la spirito de Esperanto, kaes rimarkinda flexeblu Ido detruis per logika derivsistemo tro rigida por la chataga uzado de la lingvo skribe ey parole, ey dey ta tago mi komencis rifuti la pretendun de Ido en la Int(ernacia) Scienca Revuo. Dum mia laboro por la riformo de Esperanto mi examenis ne nur la projektu Ido, sed anke la interlingvun el la skolo "naturista" (Occidental, Latino sine flexione, etp.). Tala lingvoprojekton estas interesa, sed lina awtoron forgesis, ke la ple malfacila parto de la interlingva problemo ne estas la facila kompreno por la Okcidentanon, sed la facila parolado por cha popolon de la terglobo. Ey lo ankore pli malfacila ne estas krei interlingvu, sed ju vivigi, ey tu sukcesis nur Esperanto; forlasi la bazu Esperanta ey la grandega laboru yam farita di la Esperantiston estus vera frenezajo, tiente pli ke la Esperantiston niam akceptos lingvu tute nova.

### Esperanto standard
Vizitinte perhazarde la 2-an Universalan Kongreson de Esperanto ĉe Genevo (je 1906), mi fariĝis Esperantisto kaj partoprenis tie la fondon de la Int(ernacia) Scienca Asocio Esperantista, de kiu mi estis elektata sekretaro. Dum pli longe ol kvin jaroj mi ankaŭ estis ĉef-redaktoro de la Int(ernacia) Scienca Revuo, la oficiala organo de tiu Asocio, kiu tiam havis pli ol 800 membrojn. En 1907 okazis la 3-a Universala Kongreso de Esperanto ĉe Cambridge, kiun mi ankaŭ ĉeestis kaj kie mia projekto de internacia helpmono estis akceptata de la Kongreso. Post tiu Kongreso aperis la riformprojekto Ido, verkita de Markezo de Beaufront kaj Prof. Couturat. Mi tuj konsciis, ke tiu projekto estas tute ne konforma al la spirito de Esperanto, kies rimarkindan flexeblon Ido detruis per logika derivsistemo tro rigida por la ĉiutaga uzado de la lingvo skribe kaj parole, kaj ekde tiu tago mi komencis rifuti la pretendojn de Ido en la Int(ernacia) Scienca Revuo. Dum mia laboro por la riformo de Esperanto mi ekzamenis ne nur la projekton Ido, sed ankaŭ la interlingvojn el la skolo "naturista" (Occidental, Latino sine flexione, ktp.). Tia lingvoprojektoj estas interesaj, sed ilia aŭtoroj forgesis, ke la plej malfacila parto de la interlingva problemo ne estas la facila kompreno por la Okcidentanoj, sed la facila parolado por ĉiuj popoloj de la terglobo. Kaj [lo?] ankoraŭ pli malfacila ne estas krei interlingvon, sed ĝin vivigi, kaj tion sukcesis nur Esperanto; forlasi la bazon Esperantan kaj la grandegan laboron jam faritan de la Esperantistoj estus vera frenezaĵo, [tiente?] pli ke la Esperantistoj neniam akceptos lingvon tute novan.

### Italiano
Visitando per caso il 2º Congresso Internazionale di Esperanto a Ginevra (1906), diventai un esperantista e là partecipai alla fondazione dell'Associazione Scientifica Internazionale Esperantista, della quale fui eletto segretario. Per più di cinque anni fui anche redattore capo della Rivista Scientifica Internazionale, l'organo ufficiale di quella associazione, che allora aveva più di 800 membri. Nel 1907 ebbe luogo il 3º Congresso Internazionale di Esperanto a Cambridge, al quale partecipai anch'io e nel quale il mio progetto di aiuto economico internazionale fu accettato dal congresso. Dopo quel congresso apparve il progetto di riforma ido, elaborato dal Marchese de Beaufront e dal prof. Couturat. Mi accorsi subito che quel progetto era del tutto non conforme allo spirito dell'esperanto, la cui rimarchevole flessibilità veniva distrutta dall'ido con un sistema di derivazione logica troppo rigido per l'uso quotidiano della lingua scritta e parlata, e da quel giorno cominciai a controbattere le affermazioni dell'ido nella Rivista Scientifica Internazionale. Durante la mia attività per la riforma dell'esperanto esaminai non solo il progetto dell'ido, ma anche le interlingue della Scuola "naturalistica" (occidental, latino sine flexione, ecc.). Questi progetti linguistici sono interessanti, ma i loro autori si sono dimenticati che la parte più difficile del problema interlinguistico non è la facile comprensione per gli occidentali, ma la facilità di parola per tutti i popoli della Terra. E ancora più difficile non è creare un'interlingua, ma farla vivere, e ciò è riuscito solo all'esperanto; abbandonare la base dell'esperanto e l'enorme lavoro già fatto dagli esperantisti sarebbe una vera pazzia, dato che oltretutto gli esperantisti non accetteranno mai una lingua del tutto nuova.

### Confronti traEsp. IIedEsp. standard
- -u: -on (es. Kongresu: Kongreson, fondu: fondon).
- be: ĉe.
- te: je (data).
- farevis: fariĝis.
- ey: kaj.
- kaes: kies, de kiu.
- ki: ol.
- anke: ankaŭ.
- ta: tiu.
- kay: kiu?.
- pliente ki: pli ol.
- -n: -j (es. yaron: jaroj, membrun: membrojn).
- kaw: kiun?.

- projekto: projekto (con una variazione nella pronuncia).
- di: de (compl. di agente).
- pos: post.
- cha: ĉiu.
- dey: de (compl. di tempo).
- tala: tia.
- li-n-a: ili-a (lin: ili è li più il plur. -n).
- lo: ?.
- ankore: ankoraù.
- ju: ĝin.
- tu: tion.
- tiente: ?.
- niam: neniam.